# 桑結堅贊
桑結堅贊（藏語：སངས་རྒྱས་རྒྱལ་མཚན，威利转写：sangs rgyas rgyal mtshan；？—1457年），西藏歷史上帕木竹巴首领，明代藏传佛教帕竹噶举派人物，藏族。
他是释迦仁钦的第六子，扎巴坚赞的弟弟。桑結堅贊娶妻生子，有子札巴迥乃、贡噶雷巴。1432年，扎巴坚赞死后，关于第悉人选在桑結堅贊、札巴迥乃父子之间有争议，诺布桑波请桑結堅贊的五哥京俄索南坚赞决断，京俄索南坚赞请札巴迥乃继位。1434年京俄索南坚赞去世，桑结坚赞计划夺得第悉之位，虽然没有成功，但是造成乌斯藏特别是雅隆和丹萨替的动乱。桑結堅贊失败，避居于雅郊。直到1443年，父子二人才和解，桑结坚赞被迎回泽当囊索居住。1445年，札巴迥乃去世。正统十一年（1446年），桑結堅贊向明朝借袭阐化王，得到明英宗的批准。1448年，贡噶雷巴正式继任第悉。1457年，桑結堅贊去世。成化五年（1469年）贡噶雷巴才被明宪宗封为阐化王。